# 中西航空 (埃及)
中西航空是一間埃及的航空公司。提供客運及貨運的包機服務於中東地區。樞紐機場為開羅國際機場。

## 歷史
航空公司成立於1998年，在1999年6月開始服務。航空公司是由Lakah家庭(79%)和公眾(21%)擁有的。

## 機隊
在2009年4月，中西航空有空中巴士 A310-300和波音 737-600各一架。